# Tristan Harris
Tristan Harris (1984) è un informatico e imprenditore statunitense.
È presidente e cofondatore del Center for Humane Technology. In precedenza, ha lavorato come esperto di etica del design in Google. Si è laureato a Stanford, dove ha studiato etica della persuasione.

## Biografia
È cresciuto nella Bay Area di San Francisco da una madre single. Successivamente, ha studiato informatica alla Stanford University durante uno stage presso Apple Inc., quindi ha intrapreso un master a Stanford, dove ha seguito un corso da BJ Fogg, che gestisce il Persuasive Technology Lab; Harris non era un membro di questo laboratorio. Harris ha studiato psicologia del cambio di comportamento. Tristan era compagno di classe di uno dei fondatori di Instagram, Kevin Systrom, e ha contribuito a creare un'app demo con l'altro fondatore, Mike Krieger.
Nel 2007, Harris ha abbandonato il programma del master a Stanford. Ha lanciato una startup chiamata Apture, che si è concentrata sul portare la ricerca istantanea ai contenuti sul web. Google ha acquisito la società di Harris Apture nel 2011 e ha finito per lavorare su Google Inbox.
Nel 2020, Harris ha recitato nel film The Social Dilemma, distribuito da Netflix. Harris si è unito ad altri attivisti per descrivere le manipolazioni delle società di social media e il loro impatto sulla società.

## Opinioni sull'uso della tecnologia
Harris è autore di "A Call to Minimize Distraction & Respect Users 'Attention" e ha condiviso la presentazione con alcuni dei suoi colleghi di Google nel febbraio 2013. In quella presentazione, Harris ha suggerito che Google, Apple e Facebook dovrebbero "sentire un'enorme responsabilità" per assicurarsi che l'umanità non trascorra le sue giornate sepolta in uno smartphone. La presentazione, composta da 141 diapositive, è stata infine visualizzata da decine di migliaia di dipendenti di Google e ha scatenato conversazioni sulle responsabilità dell'azienda. Molto tempo dopo aver lasciato l'azienda Harris detiene diversi brevetti dal suo precedente lavoro presso Apple, Wikia, Apture e Google..
Harris ha lasciato Google nel dicembre 2015 per concentrarsi su un'organizzazione non profit chiamata Time Well Spent, che ha cofondato. Attraverso Time Well Spent, Harris spera di incentivare un'alternativa costruita sui valori fondamentali delle società tecnologiche, il cui scopo dovrebbe aiutare a trascorrere bene il nostro tempo, invece di assorbire sempre più la nostra attenzione. Harris afferma che tutte le menti umane possono essere dirottate e le scelte che si fanno non sono così libere come pensiamo. L'Atlantico ha dichiarato nel numero di novembre 2016 che "Harris è la cosa più vicina a una coscienza nella Silicon Valley".
Ha coniato la frase "declassamento umano" per descrivere il sistema interconnesso di danni che si rafforzano a vicenda - dipendenza, distrazione, isolamento, polarizzazione, notizie false -  e che indebolisce la capacità umana, causato da piattaforme tecnologiche con il modello di business estrattivo per catturare l'attenzione umana.